# По По Лејк (Мичиген)
По По Лејк (енгл. Paw Paw Lake) насељено је место без административног статуса у америчкој савезној држави Мичиген.

## Демографија
По попису из 2010. године број становника је 3.511, што је 433 (-11,0%) становника мање него 2000. године.
| Група             | 2000.         | 2010.         |
| Белци             | 3.776 (95,7%) | 3.196 (91,0%) |
| Афроамериканци    | 23 (0,6%)     | 39 (1,1%)     |
| Азијати           | 27 (0,7%)     | 23 (0,7%)     |
| Хиспаноамериканци | 54 (1,4%)     | 158 (4,5%)    |
| Укупно            | 3.944         | 3.511         |